# Okręg wyborczy Macarthur
Okręg wyborczy Macarthur (ang. Division of Macarthur) – jednomandatowy okręg wyborczy do Izby Reprezentantów Australii, położony w stanie Nowa Południowa Walia.
Pierwsze wybory odbyły się w nim w 1949 roku, a jego patronami są Elizabeth Macarthur (1766–1850) i John Macarthur (1767–1834), osadnicy, pionierzy przemysłu wełnianego.
Od 2016 roku posłem z tego okręgu był Mike Freelander z Australijskiej Partii Pracy.

## Lista posłów
Lista posłów z okręgu Macarthur:
| okres urzędowania | poseł            | przynależność              |
| ----------------- | ---------------- | -------------------------- |
| 1949–1972         | Jeff Bate        | Liberalna Partia Australii |
| 1972              | Jeff Bate        | niezależny                 |
| 1972–1975         | John Kerin       | Australijska Partia Pracy  |
| 1975–1983         | Michael Baume    | Liberalna Partia Australii |
| 1983–1984         | Colin Hollis     | Australijska Partia Pracy  |
| 1984–1993         | Stephen Martin   | Australijska Partia Pracy  |
| 1993–1996         | Chris Haviland   | Australijska Partia Pracy  |
| 1996–2001         | John Fahey       | Liberalna Partia Australii |
| 2001–2010         | Pat Farmer       | Liberalna Partia Australii |
| 2010–2016         | Russell Matheson | Liberalna Partia Australii |
| od 2016           | Mike Freelander  | Australijska Partia Pracy  |